# Chazara
Genre
Le genre Chazara regroupe des lépidoptères (papillons) de la famille des Nymphalidae et de la sous-famille des Satyrinae.

## Dénomination
Le nom de Chazara leur a été donné par Frederic Moore en 1893.
Synonyme : Philareta Moore, 1893.

## Liste des espèces
- Chazara bischoffii (Herrich-Schäffer, 1846); au Moyen-Orient et en Iran.
- Chazara briseis (Linnaeus, 1764) — Hermite.
  - Chazara briseis armena Jachontov, 1911; en Arménie
  - Chazara briseis fergana (Staudinger, 1886)
  - Chazara briseis hyrcana (Staudinger, 1886)
  - Chazara briseis magna Heyne, [1894];
  - Chazara briseis major (Oberthür, 1876); en Afrique du Nord.
  - Chazara briseis meridionalis (Staudinger, 1886) dans le sud de l'Europe et en Sibérie.
  - Chazara briseis saga (Fruhstorfer, 1909)
- Chazara egina Staudinger, 1892; en Arménie et au Turkménistan.
- Chazara eitschbergeri Lukhtanov, 1999; au Kirghizistan.
- Chazara enervata (Alpheraky, 1881); de l'Iran à l'Afghanistan et au Pakistan.
- Chazara heydenreichi (Lederer, 1853); dans le centre de l'Asie.
  - Chazara heydenreichi hegesander Fruhstorfer, 1910;
  - Chazara heydenreichi nana Rühl, 1895;
- Chazara kaufmanni (Erschoff, 1874); dans le centre de l'Asie.
  - Chazara kaufmanni obscurior (Staudinger, 1887)
  - Chazara kaufmanni sartha (Staudinger, 1886)
  - Chazara kaufmanni sieversi (Christoph, 1885)
- Chazara persephone (Hübner, 1805); en Asie-Mineure et dans le centre de l'Asie.
  - Chazara persephone pseudoenervata Lukhtanov, 1999; dans le sud de l'Altaï.
  - Chazara persephone transies Zerny, 1932; en Arménie.
- Chazara prieuri (Pierret, 1837) — Grand hermite; en Afrique du Nord et en Espagne.
- Chazara rangontavica Shchetkin, 1981.
- Chazara staudingeri (Bang-Haas, 1882); dans le centre de l'Asie.
  - Chazara staudingeri gultschensis Grum-Grshimailo, 1890
  - Chazara staudingeri tadjika (Grum-Grshimailo, 1890)

## Source
- (en) funet